# Europas bortrövande (Tizian)
Europas bortrövande är en oljemålning av den italienske renässanskonstnären Tizian från 1559–1562. Den inköptes 1894 av Isabella Stewart Gardner och är idag utställd på Isabella Stewart Gardner Museum i Boston. Det är en sen målning i Tizians oeuvre med en friare penselföring och mer uppluckrade färger som förebådade barocken. Den flamländske barockmästaren Peter Paul Rubens beundrade tavlan och målade en kopia 1628–1629 som idag ingår i Pradomuseets samlingar i Madrid.

## Bakgrund
Tavlan var den sista i en serie mytologiska målningar som Tizian utförde mellan 1549 och 1562 på uppdrag av Filip II av Spanien. De sex målningarna var alla baserade på den romerske poetens Ovidius Metamorfoser och förutom Europas bortrövande ingick Danaë, Venus och Adonis, Perseus och Andromeda, Diana och Aktaion och Diana och Kallisto. Konstnären uppfattade dem själv som bilddikter ("poesie") vilket möjligen ska ses i samband med den samtida debatten om vilken konstform som rankades högst, och därmed förstås som ett argument att måleriet var överlägset poesin. De tillkom när Tizian var en högt respekterad konstnär och han hade förmodligen stor frihet i valet av motiv.

## Motiv
Målningen skildrar den grekiska myten om den feniciska prinsessan Europa, dotter till kung Agenor. Guden Zeus (motsvaras av Jupiter i romersk mytologi) förälskade sig i henne och intog skepnaden av en vacker vit tjur. När Europa fick syn på tjuren som fridfullt betade på en äng kunde hon inte motstå frestelsen att gå fram och sätta en blomsterkrans på dess huvud. Zeus lockade henne att sätta sig på hans rygg; efter en stund rusade tjuren ut i havet med den skräckslagna Europa på ryggen, krampaktigt hållande hans horn. Zeus förde henne till Kreta där hon så småningom födde honom Minos (känd som grundare av den minoiska kulturen), Rhadamantys och Sarpedon.

## Rubens målning
Peter Paul Rubens beundrade Tizian och målade 1628–1629 en kopia av Europas bortrövande som idag ingår i Pradomuseets samlingar. Från 1623 utförde Rubens diplomatiska uppdrag åt Isabella Clara Eugenia av Spanien, medregent och gift med Albrekt VII av Österrike, ståthållare för Spanska Nederländerna. Diplomatin förde honom flera gånger till Spanien, bland under en åtta månadersperiod 1628–1629 då han kopierade flera av Tizians verk. Vid ett tidigare tillfälle hade han till exempel kopierat Tizians Backanal på Andros som är idag utställd på Nationalmuseum. Europas bortrövande var kvar i konstnärens ägo fram till hans död 1640 då den inköptes av Filip IV av Spanien.